# Orquestra Sinfônica do Estado de São Paulo
L'Orquestra Sinfônica do Estado de São Paulo (OSESP) è un'orchestra sinfonica brasiliana con sede a San Paolo. La sala da concerto principale dell'OSESP è la Sala São Paulo. Il direttore principale dell'orchestra è Marin Alsop.

## Storia
L'orchestra, inizialmente chiamata Orquestra Sinfônica Estadual (Orchestra Sinfonica di Stato), tenne il suo primo concerto il 18 luglio 1953 al Teatro Municipale di San Paolo, diretto da João de Sousa Lima. Il governo brasiliano codificò ufficialmente l'istituzione dell'orchestra con un decreto (legge n. 2733) del 13 settembre 1954, firmato da Lucas Nogueira Garcez. Sousa Lima fu il primo direttore principale e direttore artistico dell'orchestra. L'OSESP alternò periodi di successo e grandi difficoltà, compresa una pausa nelle sue attività. Nel 1964 il direttore d'orchestra italiano Bruno Roccela divenne direttore principale. Nel 1972 Eleazar de Carvalho succedette a Roccela e prestò servizio come direttore principale fino alla sua morte nel 1996. Nel 1978 l'orchestra prese ufficialmente il nome attuale di Orquestra Sinfônica do Estado de São Paulo.
John Neschling diventò direttore principale dell'OSESP nel 1997. Una delle condizioni che Neschling stabilì per la firma del suo contratto fu l'istituzione di una sede permanente per l'OSESP. Nel 1999 l'orchestra si stabilì in un locale appena rinnovato, situato negli spazi della stazione abbandonata di Júlio Prestes, nella Sala São Paulo. Nel 2005 la Fondazione OSESP, un'organizzazione senza scopo di lucro presieduta dall'ex presidente brasiliano Fernando Henrique Cardoso, assunse le operazioni dell'OSESP. Nel gennaio 2009, in seguito a segnalazioni di conflitti tra Neschling e il consiglio di amministrazione e i musicisti dell'OSESP, l'OSESP rescisse il contratto di Neschling, con effetto immediato.
Yan Pascal Tortelier fu direttore principale dal 2009 al 2011 e successivamente direttore ospite principale dal 2011 al 2013. A partire dal gennaio 2010 lo studioso e scrittore Arthur Nestrovski fu nominato direttore artistico, responsabile della programmazione, delle attività educative, delle pubblicazioni e dei programmi di sensibilizzazione . Nel febbraio 2011 l'OSESP annunciò la nomina di Marin Alsop come direttrice principale, la prima donna direttrice nominata per quella posizione, con un contratto iniziale di cinque anni, a valere dal 2012. Nell'agosto 2012, sotto la direzione della Alsop, l'OSESP fece la sua primissima apparizione ai Proms, la prima apparizione ai Proms in assoluto da parte di qualsiasi orchestra brasiliana. Nel luglio 2013 l'OSESP concesse alla Alsop il titolo di direttore musicale. Nell'aprile 2015 l'OSESP prorogò il suo contratto fino alla fine del 2019. Nel dicembre 2017 l'OSESP annunciò che la Alsop avrebbe dovuto lasciare il posto di direttore principale nel dicembre 2019 e successivamente assumere il titolo di direttore onorario.
L'orchestra ha realizzato registrazioni commerciali per etichette come Biscoito Fino, BIS e Naxos. Questi album includono sinfonie di Camargo Guarnieri, l'opera di Francisco Braga Jupyra, opere di Francisco Mignone e Cláudio Santoro e le sinfonie complete di Villa-Lobos, Bachianas Brasileiras e Chôros. Con la Alsop, l'OSESP ha inoltre registrato musica di Prokofiev.

## Direttori principali
- João de Sousa Lima (1954–1964)
- Bruno Roccela (1964–1972)
- Eleazar de Carvalho (1972–1996)
- Naomi Munakata (1995-2013)
- John Neschling (1997–2009)
- Yan Pascal Tortelier (2009–2011)
- Marin Alsop (2012–2019)